# Petr Kalus
Petr Kalus (ur. 29 czerwca 1987 w Ostrawie) – czeski hokeista, reprezentant Czech.
Jego ojciec Petr (ur. 1966) oraz brat Marek (ur. 1993) także zostali hokeistami.

## Kariera
- HC Poruba U18 (2008-2009)
- HC Vítkovice U18 (2001-2004)
- HC Vítkovice U20 (2002-2004)
- HC Vítkovice (2004/2005)
- Regina Pats (2005-2006)
- Boston Bruins (2006/2007)
- Providence Bruins (2006-2007)
- Houston Aeros (2007-2011)
  -  HK MWD Bałaszycha (2008/2009)
  -  Minnesota Wild (2010)
- Springfield Falcons (2011)
- Slavia Praga (2011-2012)
- MODO Hockey (2012)
- HC Fassa (2012-2013)
- Djurgårdens IF (2013)
- HK Dukla Trenczyn (2013)
- Djurgårdens IF (2013)
- Nottingham Panthers (2013-2014)
- Herning Blue Fox (2014-2015)
- Brûleurs de Loups de Grenoble (2015-2016)
- Orli Znojmo (2016)
- Nottingham Panthers (2016)
- Cracovia (2016-2018)

Wychowanek klubu HC Vítkovice. Rozwijał karierę w zespołach juniorskich tego klubu do 2005. W 2005 został wybrany w drafcie do kanadyjskich rozgywek juniorskich CHL przez klub Regina Pats z numerem 3 oraz w drafcie NHL z 2005 jako center został wybrany przez klub Boston Bruins z numerem 39. Wówczas wyjechał do Ameryki Północnej i w pierwszym roku występował w kanadyjskich rozgrywkach juniorskich WHL w ramach CHL. W sezonie 2006/2007 był w kadrze Boston Bruins w rozgrywkach NHL, lecz głównie występował wówczas w zespole farmerskim, Providence Bruins, w lidze AHL. Następnie został przetransferowany do Minnesota Wild, którym w połowie 2008 podpisał trzyletni kontrakt. W tym zespole rozegrał dwa spotkania w sezonie NHL (2009/2010), a w tym czasie, od 2007 do 2011 grał w zespole farmerskim, Houston Aeros, w AHL. Ponadto w sezonie 2009/2010 tymczasowo grał w drużynie MWD Bałaszycha w rosyjskich rozgrywkach KHL. W marcu 2011 związał się kontraktem z Columbus Blue Jackets z NHL i sezon 2010/2011 dokończył w Springfield Falcons w AHL. We wrześniu 2011 został zawodnikiem Slavii Praga w czeskiej ekstralidze, skąd w styczniu 2012 przeszedł do szwedzkiego MODO w rozgrywkach Elitserien. W sierpniu 2012 został zawodnikiem klubu Fassa w lidze włoskiej. W grudniu 2012 przeszedł do szwedzkiego Djurgårdens IF w lidze Allsvenskan. Grał tam przez około rok, a w międzyczasie był zawodnikiem Dukli Trenczyn w słowackiej ekstralidze. W listopadzie 2013 związał się z angielskim Nottingham Panthers w brytyjskich rozgrywkach EIHL, we wrześniu 2014 z duńskim Herning Blue Fox w superlidze duńskiej, a w czerwcu 2015 z francuskim Grenoble. W maju 2016 przeszedł do czeskiego Orli Znojmo, grającego w austriackich rozgrywkach EBEL. Stamtąd w październiku 2016 ponownie trafił do Nottingham Panthers, skąd został zwolniony po miesiącu celem ustąpienia miejsca w zespole zaangażowanemu wówczas Słowakowi, Kristiánowi Kudročowi. Na początku grudnia 2016 został zawodnikiem Cracovii w Polskiej Hokej Lidze. Po sezonie 2016/2017 przedłużył umowę z klubem o rok. Po sezonie 2017/2018 odszedł z tego klubu.
W barwach Czech uczestniczył w turniejach mistrzostw świata juniorów do lat 18 edycji 2005 oraz mistrzostw świata juniorów do lat 20 edycji 2006. W seniorskiej kadrze Czech brał udział w turniejach cyklu Euro Hockey Tour w sezonie 2007/2008.

## Sukcesy
Klubowe
- Mistrzostwo konferencji AHL: 2011 z Houston Aeros
- Challenge Cup: 2014 z Nottingham Panthers
- Puchar Danii: 2015 z Herning Blue Fox
- Finał Pucharu Francji: 2016 z Grenoble
- Superpuchar Polski: 2017 z Cracovią
- Finał Pucharu Polski: 2016, 2017 z Cracovią

Indywidualne
- Western Hockey League (2005/2006):
  - Dziewiąte miejsce w klasyfikacji strzelców w sezonie zasadniczym: 36 goli[19]
  - Pierwsze miejsce w klasyfikacji strzelców wśród debiutantów w sezonie zasadniczym: 36 goli